# 18796 Acosta
18796 Acosta è un asteroide della fascia principale. Scoperto nel 1999, presenta un'orbita caratterizzata da un semiasse maggiore pari a 2,2855048 UA e da un'eccentricità di 0,1569113, inclinata di 5,74856° rispetto all'eclittica.